# Okuninka
Okuninka – wieś w Polsce położona w województwie lubelskim, w powiecie włodawskim, w gminie Włodawa.
W latach 1975–1998 miejscowość administracyjnie należała do województwa chełmskiego.
Wieś jest sołectwem w gminie Włodawa. Według Narodowego Spisu Powszechnego z roku 2011 wieś liczyła 403 mieszkańców.
| SIMC    | Nazwa  | Rodzaj  |
| ------- | ------ | ------- |
| 0109783 | Adamki | kolonia |

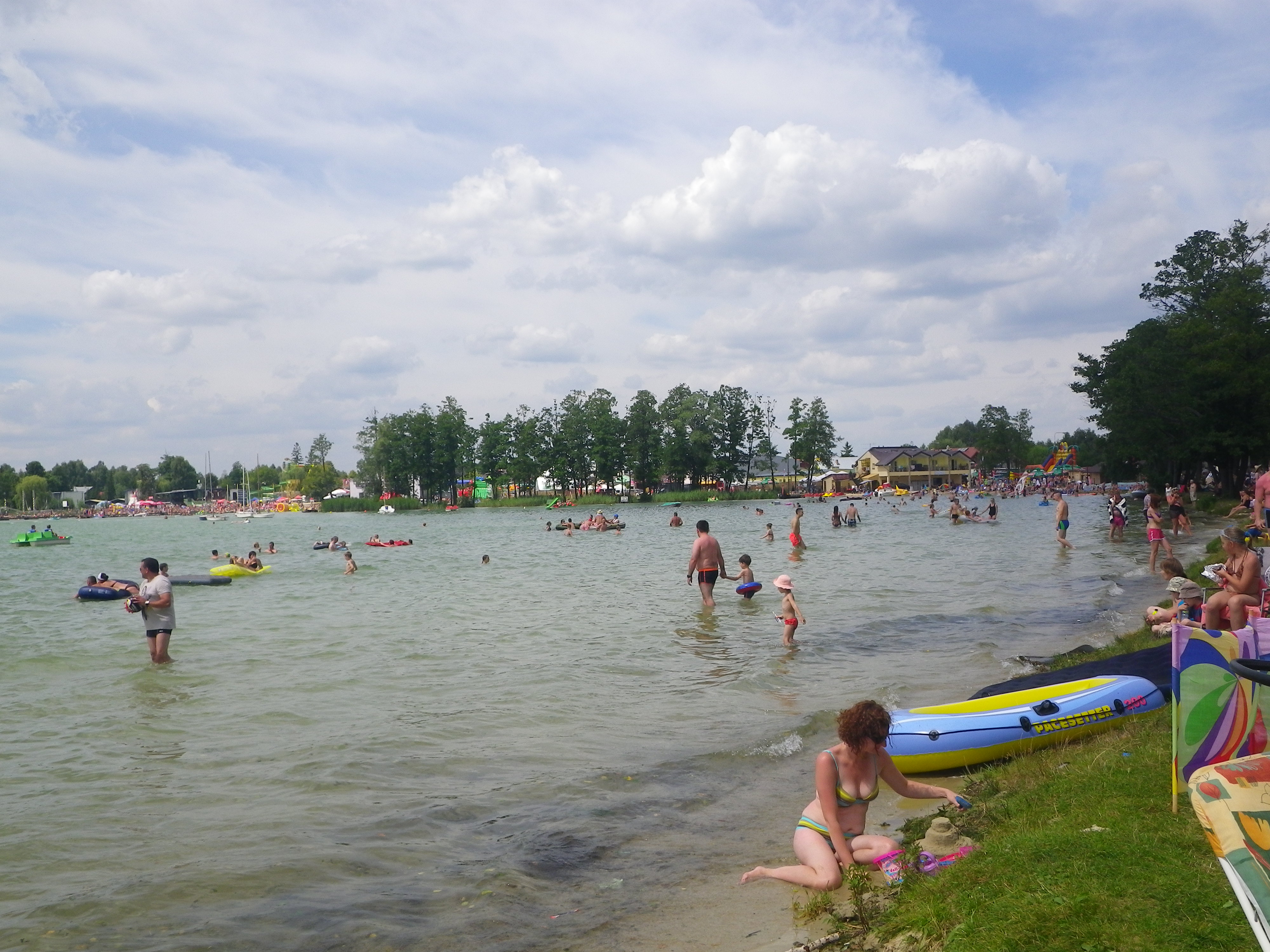
Na brzegu Jeziora Białego

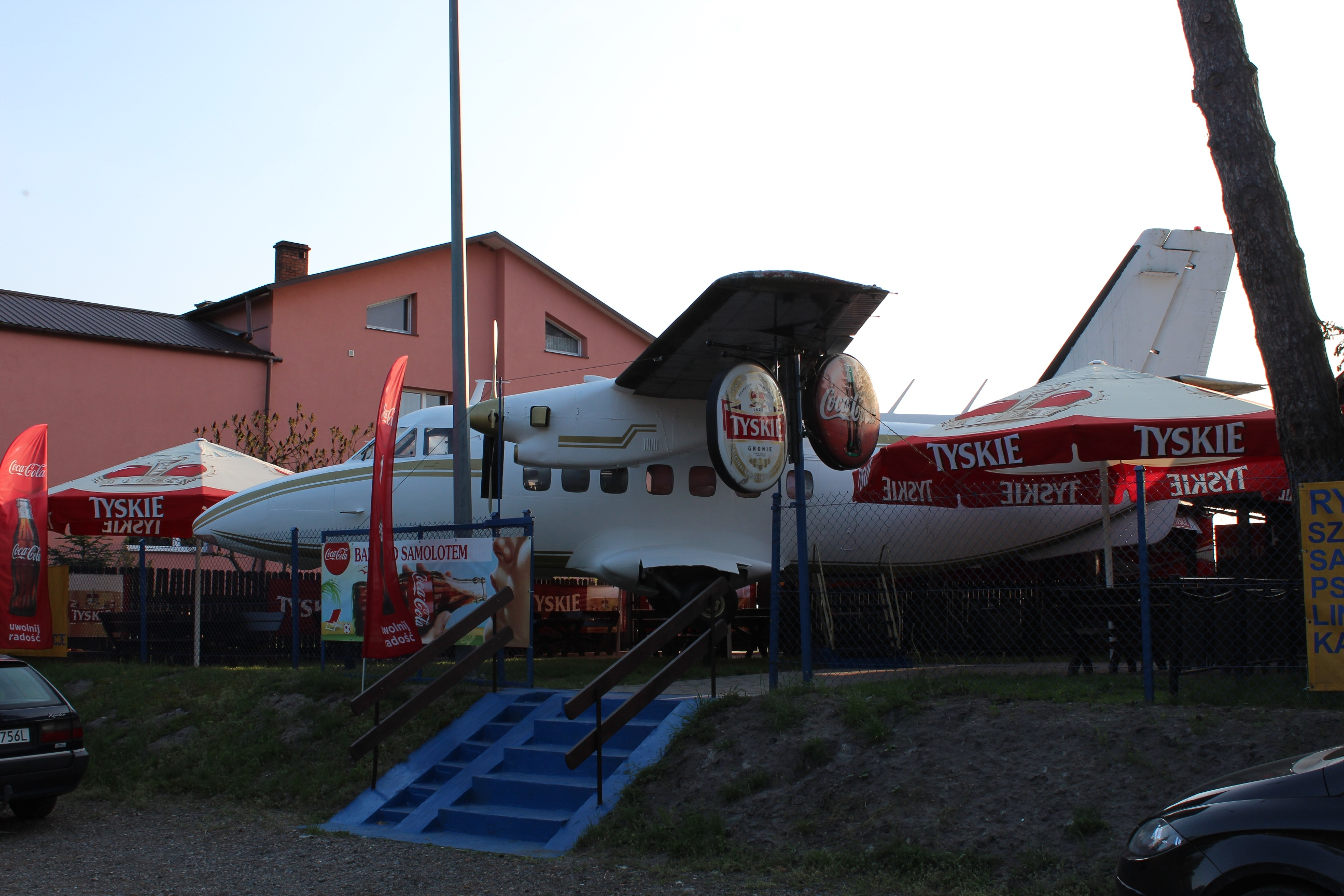
Bar przydrożny w samolocie

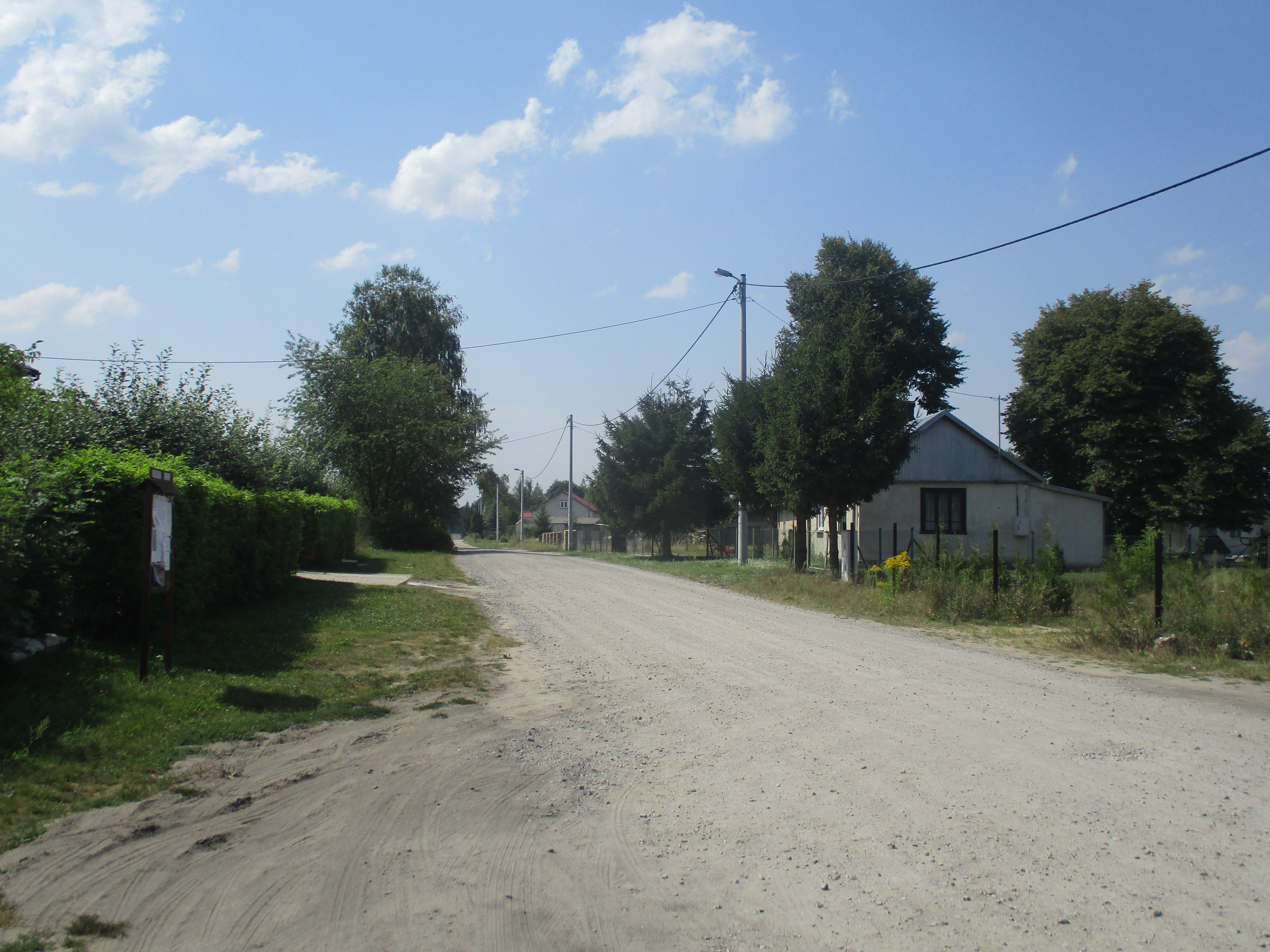
Jedna z bocznych dróg

Miejscowość letniskowa na Pojezierzu Łęczyńsko-Włodawskim, położona nad Jeziorem Białym. Od lat sześćdziesiątych budowano w niej ośrodki wypoczynkowe, które dziś z trzech stron zajmują brzeg Jeziora Białego, ich liczba przekracza 40. Ponadto jest tam kilka dyskotek, kilkadziesiąt restauracji i barów, a w okresie letnim – wesołe miasteczko. Sama wieś położona jest na północnym brzegu jeziora, zajmuje się głównie agroturystyką. Przy Okunince znajdują się również jeziora: Lipiec, Święte, Rogoźne i Czarne, a w odległości kilkuset metrów jezioro Glinki. Jezioro Białe ma I klasę czystości i wraz z turystycznym zapleczem Okuninki co roku latem przyciąga kilkadziesiąt tysięcy ludzi.
Charakterystyczne budynki to kościół, restauracja Rusałka i jeden z pierwszych obiektów letniskowych – camping na północnym brzegu jeziora.
Wierni Kościoła rzymskokatolickiego należą do parafii Najświętszego Serca Jezusowego we Włodawie. We wsi jest kościół filialny.